# Уровень (инструмент)
У́ровень, или ватерпа́с (нидерл. waterpas от water «вода» + pas «отрегулировать») — измерительный инструмент прямоугольной формы из пластика, дерева или металла с установленными в нём прозрачными колбами (глазками), заполненными жидкостью. Уровень применяется для оценки соответствия поверхностей вертикальной или горизонтальной плоскости, а также для измерения углового отклонения поверхности от горизонтали или вертикали.

## История изобретения
Согласно «ЭСБЕ», водный уровень был изобретён французским учёным, путешественником и картографом Мельхиседеком Тевено в 1661 году. Гук предложил заменить воду спиртом, Фортэнь (1770) — серным эфиром.

## Конструкция
Основным рабочим элементом этого инструмента являются измерительные колбы (глазки уровня) чаще всего бочкообразной формы с нанесёнными на их корпус рисками. Колбы обычно заполнены окрашенной спиртосодержащей жидкостью с небольшим пузырьком воздуха. Заполнение спиртом, например, этанолом, объясняется тем, что такая жидкость не замерзает при низких температурах, а также спирт имеет более низкую вязкость по сравнению с водой, поэтому положение пузырька воздуха быстрее устанавливается.
Измерение и выравнивание поверхностей относительно горизонтальной и вертикально плоскостей производят наблюдением за положением пузырька воздуха в колбе, при этом добиваются, чтобы его положение установилось точно посередине между рисками на колбе. В современных инструментах для более точного измерения угла отклонения на колбу глазка наносят более двух рисок или наносят шкалу.
Самым распространённым типом уровня является уровень с двумя глазками: вертикальным (90°) и горизонтальным (180°). При более сложных работах используется инструмент с тремя глазками. Третья из колб фиксирована и измеряет отклонение от угла 45° от горизонтали или вертикали или выполняется поворотной и снабжается лимбом с делениями в градусах для настройки при измерении любого угла поверхности. Реже используют уровни с бо́льшим количеством глазков, которые дублируют горизонтальные или вертикальные колбы для более точного измерения либо для измерения на нескольких фиксированных углах.
Существует много видов уровней, предназначенных для различного применения.
В основном инструмент используется плотниками, каменщиками, монтажниками при различных монтажно-крепёжных работах, а также для проверки результатов уже произведённых работ.
Корпус уровня может включать в себя следующие элементы:
- Рёбра жёсткости — для большей прочности корпуса инструмента.
- Разметка на одной из сторон уровня — для использования инструмента в качестве линейки.
- Фрезерованная поверхность одной из сторон — для предотвращения соскальзывания уровня с рабочей поверхности, а также для облегчения прикладываемых усилий при удержании уровня одной рукой.
- Ударная площадка — для возможности нанесения ударов молотком с целью регулировки поверхности, с которой работает мастер.
- Паз для труб — для предотвращения соскальзывания уровня с округлых поверхностей.

## Распространённые типы уровней
Уровень профильный
Изготавливается из металлического, обычно алюминиевого профиля прямоугольной формы. Подходит для всех типов работ. Основное преимущество — жёсткость корпуса.
Уровень «рельс»
Имеет облегчённый корпус в форме рельса. Подходит для всех типов работ. Основное преимущество — малый вес.
Уровень торпедо
Имеет небольшой пластиковый корпус, чаще всего длиной 225 мм. Одна из сторон снабжена постоянными магнитами для возможности закрепления на металлических ферромагнитных (например, стальных) поверхностях. Подходит для бытовых работ. Основное преимущество — маленькие размеры.
Ударный уровень
Уровень с дополнительной площадкой для возможности нанесения ударов молотком. Подходит для работ по укладке керамической плитки. Основное преимущество — прочный корпус, возможность нанесения ударов.

## Другие конструкции уровней
- Лазерный уровень (Также см. Нивелир при условии выполнения точности по ГОСТ 10528-90).
- Водяной уровень (Гидроуровень).

## Ватерпас
Часто ватерпасом, в отличие от описанного выше жидкостного уровня, называют прибор, представляющий собой две перпендикулярные деревянные планки, соединённые в форме перевёрнутой буквы Т, на вертикальной планке, или в вертикальной прорези этой планки закреплён отвес — грузик на нитке. При горизонтальности нижней планки конец грузика совпадает с риской. Ватерпас выполняет те же функции, что и горизонтальный уровень с ампулой, но более прост в изготовлении.

## Проверка и регулировка уровня
Для проверки уровня (то есть оценки точности проводимых им измерений) необходимо установить его на ровную, заведомо горизонтальную поверхность и замерить положение пузырька воздуха относительно двух рисок в центре колбы. Затем уровень нужно перевернуть в горизонтальной плоскости на 180° и произвести повторный замер положения пузырька. Если уровень исправен, то пузырёк воздуха будет точно в том же положении, что и при первом измерении.
Для регулировки инструмента (если это предусмотрено, колба будет закреплена регулировочными винтами на теле уровня) необходимо попеременно вращать уровень на 180° в горизонтальной плоскости и регулировать положение глазка до тех пор, пока его показания не будут идентичными при вращении инструмента. Для подобной регулировки не требуется идеально горизонтальная или вертикальная поверхность.